# لاتدورف
لاتدورف (به آلمانی: Latdorf) یک منطقهٔ مسکونی در آلمان است که در نینبورگ واقع شده‌است. لاتدورف  ۷۶۰ نفر جمعیت دارد.